# Mauricio Loza
Mauricio Loza (Bogotá, 3 de septiembre de 1977) es un escritor, traductor y diseñador gráfico colombiano. 
En 2007 publicó la novela Caviativá (Arango Editores). Fragmentos de la novela fueron inspirados por René Segura, vocalista de la banda Odio a Botero a quien está dedicado el texto bajo el nombre Swami Dandyfresh René Orlando.
Loza practica el discordianismo y prepara la traducción del inglés al español de la trilogía Illuminati, de Robert Shea y Robert Anton Wilson. 
En 2012 escribió una novela ambientada en Japón y un diario de experimentación cognitiva, que narrará una variedad de experiencias desde 2007 hasta 2012.